# Valentín Carboni
Pour les articles homonymes, voir Carboni.
Valentín Carboni, né le 5 mars 2005 à Buenos Aires en Argentine, est un footballeur international argentin qui évolue au poste de milieu offensif au Genoa CFC, en prêt de l'Inter Milan.

## Biographie
Né à Buenos Aires, Valentín Carboni est le fils d'Ezequiel Carboni, joueur professionnel argentin dont la carrière l'a entrainé, avec son fils à ses côtés, du club autrichien de Salzbourg à celui italien de Catania. Devenu entraineur, le père Carboni va retourner en Argentine au Club Atlético Lanús, club dont Valentín intègre le centre de formation avec son frère Franco Carboni (en), avant de suivre leur paternel qui retrouve encore un de ses anciens club, à Catane,,,,.

### Carrière en club
Arrivé au Catania à l'été 2019, Valentín Carboni est transféré à l'Inter Milan seulement un an après, s'imposant l'équipe de Primavera dès la saison 2021-2022,.
Carboni joue son premier match en professionnels le 1er octobre 2022, remplaçant Federico Dimarco à la 88e minute d'une défaite 2-1 en Serie A contre la Roma,,,.
Il fait ses débuts en Ligue des champions le 1er novembre 2022, entrant en jeu à la place de Joaquín Correa lors du match de poule de l'Inter Milan contre le Bayern de Munich,,.
A l'été 2024 il est prêté par l'Inter Milan à l'Olympique de Marseille (avec option d'achat non obligatoire estimée à 36 M€). Apparu à seulement quatre reprises avant de se blesser gravement à un genou lors d'un entraînement avec la sélection argentine, son prêt est résilié dès février 2025 d'un commun accord avec son club, l'Inter Milan.

### Carrière internationale
Binational italo-argentin, Carboni est sélectionnable pour les deux pays. Il représente d'abord l'Italie avec les moins de 17 ans, avant de revenir vers l'Argentine, où il est appelé par Javier Mascherano en moins de 20 ans, connaissant même une première convocation avec l'équipe senior de Lionel Messi dès 2022, en compagnie de son frère Franco,,,,. Carboni fait ses débuts internationaux le 26 mars 2024 en match amical contre le Costa Rica, remplaçant Ángel Di María à la 82e minute de jeu.

## Style de jeu
Évoluant au poste de trequartista — milieu offensif, meneur de jeu, dans la terminologie italienne —, Carboni est décrit comme un joueur très à l'aise techniquement, capable de tirs précis et puissants de son pied gauche,,. À l'aise de la tête et solide physiquement malgré sa jeunesse, ces qualités associées à sa finition lui permettent aussi d'évoluer plus haut, notamment comme deuxième attaquant,,.
Capable d'éliminer autant par la passe que le dribble, il se démarque très tôt comme un footballeur au toucher de balle élégant, jouant au service de son équipe et dégageant une forte sérénité sur le terrain.

## Statistiques

### En club
| Saison                | Club                          | Championnat           | Championnat | Championnat | Championnat | Coupe(s) nationale(s) | Coupe(s) nationale(s) | Coupe(s) nationale(s) | Supercoupe | Supercoupe | Supercoupe | Compétition(s) continentale(s) | Compétition(s) continentale(s) | Compétition(s) continentale(s) | Compétition(s) continentale(s) | Coupe du monde des clubs | Coupe du monde des clubs | Coupe du monde des clubs | Total | Total | Total |
| Saison                | Club                          | Division              | M.          | B.          | P.d.        | M.                    | B.                    | P.d.                  | M.         | B.         | P.d.       | Comp.                          | M.                             | B.                             | P.d.                           | M.                       | B.                       | P.d.                     | M.    | B.    | P.d.  |
| 2022-2023             | Inter Milan                   | Serie A               | 5           | 0           | 0           | 0                     | 0                     | 0                     | 0          | 0          | 0          | C1                             | 1                              | 0                              | 0                              | -                        | -                        | -                        | 6     | 0     | 0     |
| 2024-2025             | Inter Milan                   | Serie A               | -           | -           | -           | -                     | -                     | -                     | -          | -          | -          | C1                             | -                              | -                              | -                              | 3                        | 1                        | 0                        | 3     | 1     | 0     |
| Sous-total            | Sous-total                    | Sous-total            | 5           | 0           | 0           | 0                     | 0                     | 0                     | 0          | 0          | 0          | -                              | 1                              | 0                              | 0                              | 3                        | 1                        | 0                        | 9     | 1     | 0     |
| 2023-2024             | AC Monza (prêt)               | Serie A               | 31          | 2           | 3           | 1                     | 0                     | 0                     | -          | -          | -          | -                              | -                              | -                              | -                              | -                        | -                        | -                        | 32    | 2     | 3     |
| 2024-2025             | Olympique de Marseille (prêt) | Ligue 1               | 4           | 0           | 0           | -                     | -                     | -                     | -          | -          | -          | -                              | -                              | -                              | -                              | -                        | -                        | -                        | 4     | 0     | 0     |
| Total sur la carrière | Total sur la carrière         | Total sur la carrière | 40          | 2           | 3           | 1                     | 0                     | 0                     | 0          | 0          | 0          | -                              | 1                              | 0                              | 0                              | 3                        | 1                        | 0                        | 45    | 3     | 3     |

### En sélection nationale
| Saison                | Sélection             | Phases finales        | Phases finales | Phases finales | Phases finales | Éliminatoires CDM | Éliminatoires CDM | Éliminatoires CDM | Matchs amicaux | Matchs amicaux | Matchs amicaux | Total | Total | Total |
| Saison                | Sélection             | Compétition           | M              | B              | Pd             | M                 | B                 | Pd                | M              | B              | Pd             | M     | B     | Pd    |
| --------------------- | --------------------- | --------------------- | -------------- | -------------- | -------------- | ----------------- | ----------------- | ----------------- | -------------- | -------------- | -------------- | ----- | ----- | ----- |
| 2023-2024             | Argentine             | Copa América 2024     | 1              | 0              | 0              | -                 | -                 | -                 | 2              | 0              | 0              | 3     | 0     | 0     |
| Total sur la carrière | Total sur la carrière | Total sur la carrière | 1              | 0              | 0              | -                 | -                 | -                 | 2              | 0              | 0              | 3     | 0     | 0     |

## Palmarès
| Argentine - Copa América - Vainqueur en 2024 Inter Milan - Campionato Primavera - Champion en 2021-2022 (it) |